# شبكة المقاريب المجرية المشغلة ذاتيا
شبكة المقاريب المَجَرِيَّة المُشغَّلَة ذاتيًا (هاتنيت، HATNet) هو مشروع للبحث عن الكواكب غير الشمسية حول النجوم الساطعة باستخدام طريقة العبور. الشبكة موزعة جغرافياً وتتكون من 7 مقاريب محسنة صغيرة مشغلة ذاتياً بالكامل. ومنذ بدء عملها بتسجيل الضوء الأول في عام 2003، اكتشف مشروع هاتنيت 60 كوكبًا خارج المجموعة الشمسية حتى الآن. وتستخدم الشبكة أيضا لكشف وتعقب النجوم المتغيرة الساطعة ؛ والشبكة تحت إشراف مركز هارفارد سميثسونيان للفيزياء الفلكية.
هاتنيت HATNet هو اختصار للاسم الإنجليزي Hungarian Automated Telescope Network لأن المشروع طورته مجموعة صغيرة من المجريين الذين اجتمعوا في الرابطة الفلكية المجرية. وبدأ المشروع في عام 1999 وبدأ تشغيله بالكامل منذ مايو 2001.

## الكواكب المكتشفة
شمال
جنوب

## اقرأ أيضا
- قوائم الكواكب

## روابط خارجية
- The HATNet Exoplanet Survey
- The HATSouth Exoplanet Survey
- Hungarian Astronomical Association
- Wise observatory Hungarian-made Automated Telescope
- The Extrasolar Planets Encyclopaedia